# 全経簿記能力検定
全経簿記能力検定（ぜんけいぼきのうりょくけんてい）は、公益社団法人全国経理教育協会が実施する、簿記に関する検定試験である。正式名称は「全国経理教育協会主催 簿記能力検定試験」。文部科学省後援。
他の簿記に関する検定試験と同様に受験資格は必要無い。
1956年（昭和31年）10月14日に第1回試験が実施され、以降、2013年（平成25年）度まで年3回施行し、2014年（平成26年）度から年4回の施行に変更された（上級は年2回のみ）。
日本国内で実施されている簿記、会計に関する検定試験としては、日本商工会議所が実施している日商簿記検定や、全国商業高等学校協会が実施している簿記実務検定と並び認知度が高い。
また、一部の大学や短期大学では、この検定試験の一定の級以上の合格者を単位認定の対象としている場合もある。

## 各級の基準
上級
商業簿記、会計学、工業簿記及び原価計算について高度な知識を有し、併せて複雑な実務処理能力を有する。

1983年（昭和58年）度以降は全経上級の合格者に対して税理士試験（国税審議会が行う国家試験）の受験資格が与えられることから、試験の難易度としては日商簿記検定1級とほぼ同等と看做されているが、日商簿記1級が計算力を重視しているのに対し、全経上級ではより理論を重視した出題傾向があると言われている。
1級
商企業及び工企業における経理責任者として必要な商業簿記及び工業簿記に関する知識を有し、かつ高度な実務処理ができる。

試験の難易度としては日商簿記検定2級とほぼ同じくらいと言われるが、全経1級では科目合格制度（後述）が認められているため、実質的には日商簿記2級よりやや難易度が低い。
2級
個人企業及び法人企業の経理担当者又は経理事務員として必要な商業簿記に関する知識を有し、かつ実務処理ができる。試験の難易度としては日商簿記検定3級と同等と言われる。
3級
個人企業における経理担当者又は経理補助者として必要な商業簿記に関する知識を有し、かつ簡易な実務処理ができる。
基礎簿記会計
組織管理のための基本的な帳簿を作成できる。簿記の基本的仕組みが必要な組織、サービス産業全般に必要とされる知識。

## 試験の実施
試験は全国統一日程で年に4回（5月、7月、11月、2月）実施される。ただし、上級は7月と2月の年2回のみの実施である。
2013年（平成25年）までは年3回の実施だった（5月の試験がなかった。）。

## 試験科目および合否
上級
「商業簿記」・「会計学」・「工業簿記」・「原価計算」の4科目から構成される。
試験時間は「商業簿記」・「会計学」の2科目で90分、「工業簿記」・「原価計算」の2科目で90分の合計180分（3時間）にて実施される。
合格点は各科目100点満点の計400点満点中、合計280点以上かつ各科目40点以上であること（理論上339点でも不合格が生じることがある）。
また1級のような科目合格制度はない（これは同等の難易度と看做されている日商簿記検定1級も同じである。）
1級
「商業簿記・会計学」・「原価計算・工業簿記」の2科目から構成される。
試験時間は1科目あたり90分、2科目の合計で180分（3時間）にて実施される。
各科目100点満点で両方とも70点以上で合格となる。科目合格制度があり、どちらか片方の科目が70点以上だった場合は、その後もう片方の科目で70点以上獲得できれば1級合格と認定される。
なお2020年（令和2年）度までは科目合格は1年間のみ有効だったが、2021年（令和3年）度から科目合格の有効期限が無くなった。
2級商業簿記
試験時間90分。100点満点中、70点以上で合格。
2級工業簿記
試験時間90分。100点満点中、70点以上で合格。
3級商業簿記
試験時間90分。100点満点中、70点以上で合格。
基礎簿記会計
試験時間90分。100点満点中、70点以上で合格。